# Maud Galt
Maud Galt (Kilbarchan, 1620 - 1670) fue una mujer escocesa lesbiana acusada de brujería.

## Biografía
Maud Galt vivió en Kilbarchan, Escocia, a mediados del siglo XVII. Escondió su identidad sexual al casarse con el escritor John Dickie. La pareja vivía con dos criadas. Galt tuvo una relación con una de ellas, Agnes Mitchell. Ésta la denunció en septiembre de 1649 y fue acusada de brujería. Se afirmaba que "abusaba de una de las criadas con un pez de arcilla formado como el miembro secreto de un hombre". Mitchell presentó frente a sus vecinos el falo de arcilla que supuestamente Galt utilizó. Afirmó que la vergüenza de la "lesión que se le hizo" le había impedido denunciar nada de eso en el laird (título en escocés por lord) local.

Mujeres por toda Europa habían sido quemadas por la posesión de estas prótesis, especialmete cuando las hacían servir al travestirse. Esto representaba específicamente la idea de "falsificar el rol del marido', un tipo de engaño en que la mujer amenazaba con sustituir al hombre, no solo económicamente, sino también sexualmente.
Laura Hedrick Journal of Irish and Scotish Studies

Otras dos personas del vecindario también declararon en la denuncia de Mitchell. Una era Marion Semphill que había intervenido en una discusión entre Galt y Mitchell para disuadirla de que se quejara al laird. Varias personas también informaron de "sufrir una desgracia" después de cruzarse con Galt.

## Acusación de brujería
Los cargos contra Galt llegaron a llenar varias páginas, con Mitchell describiendo múltiples casos en los que Galt, supuestamente, intentó violar a varias criadas, y también a las criadas de sus vecinos. Tras escuchar estas denuncias, el Consejo Privado decidió abandonar la investigación de las violaciones e investigar el caso bajo la acusación de brujería. Para el historiador Julian Goodare, el caso de Galt demostró que "las autoridades conmocionadas encontraron la idea de la brujería más fácil de afrontar que la de lesbianismo".
El presbiterio de Glasgow envió a los testigos y una súplica al “ rycht honorable Comite of Estaites or Lords of His Majesties Priwie Council ” solicitando una comisión para juzgar a Maud Galt. Sin embargo, no existen pruebas de que se haya concedido una comisión para su juicio, por lo que el caso podía haber sido archivado. Esto podría deberse a que las solicitudes para juzgar a mujeres acusadas de brujas era un proceso largo, sobre todo debido a la incertidumbre a nivel local sobre qué organismo del gobierno central era responsable de otorgar las comisiones.
No se registra ninguna otra acción legal con respecto a Maud Galt. Murió alrededor de 1670.

## Importancia histórica
Dado que otras mujeres, con denuncias similares, murieron quemadas en varios lugares de Europa, el caso de Galt que no tuvo ramificaciones legales en Escocia del siglo XVII es aún más sorprendente e inusual.
Más allá de eso, Brian Dempsey, profesor de la Universidad de Dundee, escribió para History Scotland que:

Aunque Escocia dispone de fuentes para la historia de las lesbianas, gais, bisexuales i/o transexuales, este es un aspecto tristemente olvidado de nuestra historia nacional...las mujeres que aman a mujeres son especialmente difíciles de encontrar en los registros escoceses
Brian Dempsey History Scotland

El Biographical Dictionary of Scottish Women sólo registra once entradas bajo "sexualidad". Jackie Foster es la única entrada positivamente identificada como lesbiana con Maud Galt, Jane Pirie y Marianne Woods, acusadas de lesbianismo y cuya vida sirvió como inspiración para la obra de teatro de 1934 escrita por Lillian Hellman ' The Children's Hour '.
En este contexto, el caso de Galt tiene importancia porque "tiene el potencial de informar a la historia social escocesa en general".